# Mannalargenna

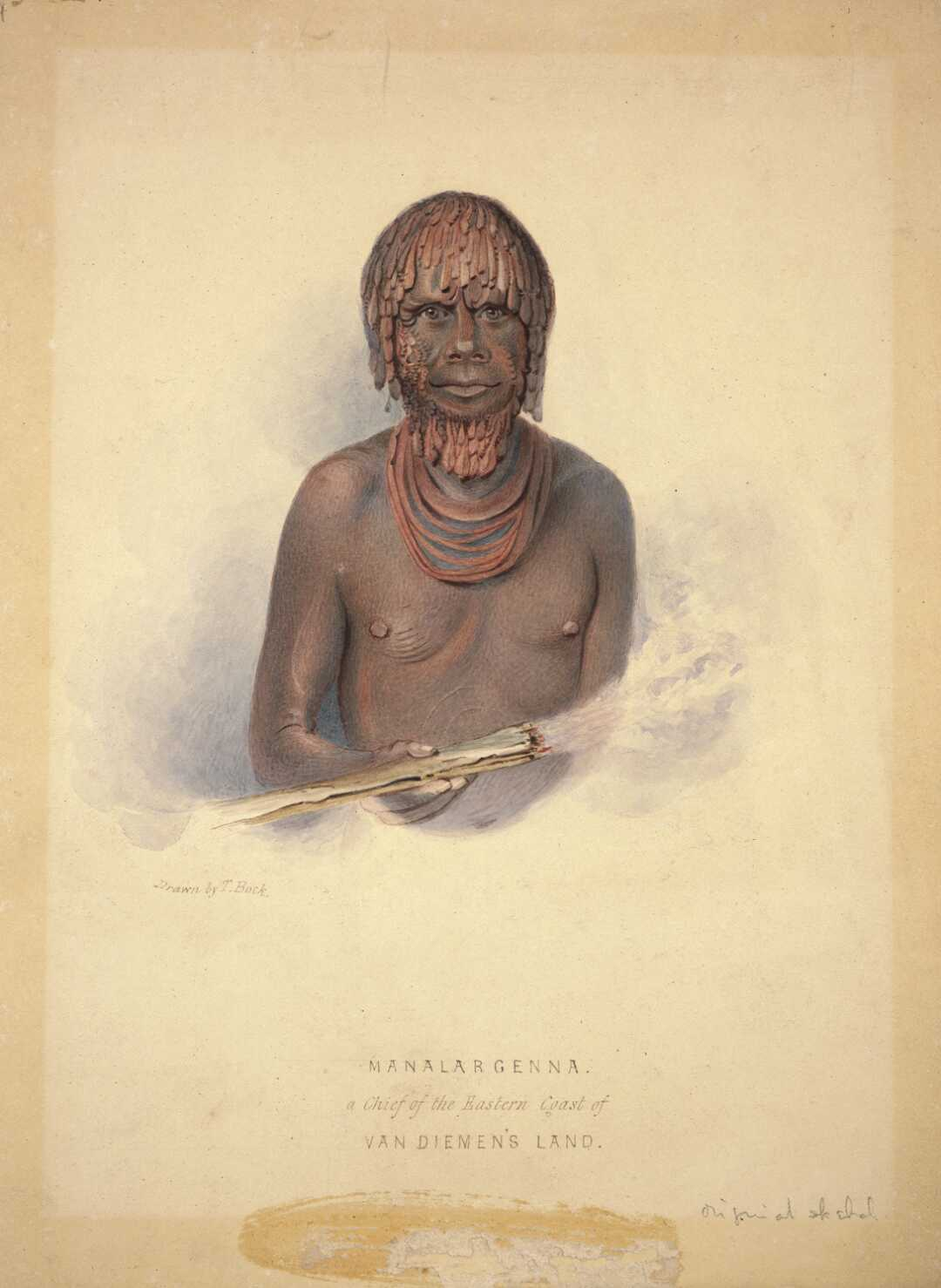
Pintura de Mannalargenna de Thomas Bock.

Mannalargenna (ca. 1770-1835) fue un aborigen de Tasmania y jefe de la tribu Ben Lomond (Plangermaireener). Su esposa fue Tanleboneyer y se conoce que tuvo a cinco hijos, un varón, Neerhepeererminer y cuatro hijas: Woretermoeteyenner, Wottecowidyer, Wobbelty y Teekoolterme.
Luego de la llegada de los europeos en la zona, lideró una guerra de guerrillas en contra de los soldados británicos en Tasmania durante el periodo conocido como la Guerra Negra. En 1829 liberó a cuatro aborígenes mujeres y un niño de la casa de John Batman en donde habían sido retenidos por un año.
Mientras que parece que se unió a la misión de George Robinson para persuadir a los aborígenes para que se 'rindan', se dice que en realidad estaba alejando a Robinson de su gente. Se le prometió que si ayudaba a Robinson no sería enviado a Flinders Island, pero esta promesa fue rota y murió en cautividad en Wybalenna en 1835.